# Хати
Вижте пояснителната страница за други значения на Хати.
Хатите са античен народ, населявал централната част на Мала Азия през Бронзовата епоха.
Най-ранното им споменаване е в клинописна табличка от Месопотамия от акадския период (около 2350 – 2150 години пр.н.е.) 
Царството им се състояло от няколко градове-държави в центъра на Анатолия. Столица на Хатите е град Хатуса. Град Арина бил свещен град на богинята на слънцето Вурусену. Други градове са Пурусханда, Сапинува, Нерик, Амкува и др.
До нас са достигнали само някои имена на хатски царе, а именно:
- Нурдагал (Nurdaggal) (ок. 2300 г. до н. э.) — цар с който воювал Саргон ,
- Памба (ок. 2300 г. до н. э.) — цар, с който воювал Нарам-Суэн ,
- Пиюсти (Пийушти, Пиусти) (ок. 1800 г. до н. э.) — цар, който разбил Аннита

Смята се, че през XX-XVIII век пр.н.е. хатите постепенно са асимилирани от индоевропейските хети (несити), които наследяват името на страната тяхната столица и част от културата им.
За разлика от хетите (несити) , хатите използват език, който не е точно категоризиран, но е близък до Северо-западно кавказките Абхази-адигейски езици и близките до тях народ Каска в Северна Анатолия.
Антропологически хатите се отличавали от неситите. Египетските хронисти отразяващи битката при Кадеш описват хатските войници като дългоноси. Същият облик показва и златна статуетка на хатска жена от 2000г.пр.н.е. намерена в Хасаноглане и изложена в музея на Анатолийските цивилизации в Анкара.